# The Late Show with Stephen Colbert
The Late Show with Stephen Colbert è un talk show statunitense trasmesso in diretta in seconda serata dalla CBS e condotto da Stephen Colbert. Lo show è la seconda iterazione del franchise del Late Show dopo l'originale Late Show with David Letterman.
Lo show ha debuttato l'8 settembre 2015. In precedenza Colbert aveva condotto il The Colbert Report su Comedy Central.

## Storia
Il 3 aprile 2014 David Letterman annunciò il suo ritiro, che sarebbe avvenuto il 20 maggio 2015. Il 10 aprile Stephen Colbert firmò un contratto per cinque anni con la CBS senza consultarsi con Letterman. A differenza del suo precedente programma The Colbert Report, in cui interpretava un personaggio fittizio a lui ispirato, Colbert presenterà lo show nei panni di sé stesso. Il 23 aprile 2014 Colbert partecipò al The Daily Show with Jon Stewart per annunciare la chiusura del suo Colbert Report, avendo "vinto la televisione" e raggiunto il suo obbiettivo.
Diversi stati e città, tra cui Los Angeles, New Orleans e il Connecticut, hanno tentato di convincere la CBS a spostare la produzione dello show da New York in altre città, proponendo sconti e incentivi fiscali. Il 23 luglio 2014 la CBS ha annunciato che il Late Show avrebbe continuato a trasmettere in diretta dall'Ed Sullivan Theater di New York. Dopo la trasmissione dell'ultimo episodio di Letterman la produzione ha cominciato un lungo processo di ristrutturazione del teatro.
Colbert ha portato con sé gran parte del suo staff del Colbert Report, oltre a nuovi collaboratori come Brian Stack, noto per il suo lavoro con Conan O'Brien.
Il 4 giugno 2015  è stato annunciato che gli Stay Human, capitanati da Jon Batiste, avrebbero sostituito la CBS Orchestra come musicisti.

## Produzione
La CBS ha dato a Colbert un controllo quasi completo sullo show, intervenendo solo nello sviluppo del format. In un comunicato stampa del luglio 2014, la presidente della CBS Entertainment Nina Tassler ha affermato che Colbert "è ancora molto occupato con il suo show su Comedy Central. Abbiamo già avuto delle conversazione su come impostare lo show. Non riprenderà il suo personaggio da Comedy Central".
A differenza del Late Show di Letterman, il titolo ufficiale dello show è The Late Show, con l'aggiunta dell'articolo; durante la conduzione di Letterman l'articolo non compariva nel logo dello show.

## Episodi
Il primo episodio è andato in diretta l'8 settembre 2015, con ospiti George Clooney e Jeb Bush.

## Trasmissione internazionale
In Canada lo show è trasmesso sul canale Global; in Australia è trasmesso da Eleven, seguito dal Late Late Show with James Corden. In Asia lo show è trasmesso su RTL CBS Entertainment dal 10 settembre 2015.